# Митчелл, Глэдис
Глэдис Мод Уинифред Митчелл (англ. Gladys Maude Winifred Mitchell; 19 апреля 1901, Коули, Оксфордшир, Англия — 27 июля 1983, Корф-Муллен, Дорсет, Англия) — английская писательница, автор детективной прозы.
Под своим именем в 1929—1983 годах написала 66 детективных романов, главным героем которых стала психоаналитик Беатрис Брэдли, и 9 книг для детей. Писала под псевдонимами Мальком Торри (англ. Malcolm Torrie) и Стивен Хокаби (англ. Stephen Hockaby). С 1933 года — член Детективного клуба.

## Биография
Родилась 19 апреля 1901 года в Коули, Оксфордшир, в семье Джеймса (садовник шотландского происхождения) и Энни Митчелл. Получила начальное образование в школе Ротшильда, затем — в Зелёной школе (Айлворт). В 1919-1921 годах обучалась в Голдсмит-колледже и Университетском колледже (Лондон). После выпуска работала преподавателем истории, физического воспитания и английского языка в школе Святого Павла, Брентфорд, до 1925 года. В 1929-1939 годах годах работала в средней женской школе Святой Анны, Илинг.
В 1926 году получила внешний диплом по европейской истории от Университетского колледжа, Лондон.
В 1941-1950 годах преподавала в Брентфордской школе для девочек. В 1953 году перешла в школу Мэтью Арнольда (Стейнс), где проработала до выхода на пенсию в 1961 году.
Глэдис Митчелл была членом образовательной ассоциации Мидлсекса, Британской Олимпийской Ассоциации и Детективного клуба. Помимо литературы, Митчелл увлекалась архитектурой и писала стихи, она увлекалась работами Зигмунда Фрейда и колдовством (что поощряла её близкая подруга, писательница, а позже политик Хелен Симпсон).
Глэдис Митчелл никогда не была замужем и не имела детей. Она умерла 27 июля 1983 года в Корф-Муллене, Дорсет, в возрасте 82 лет. После её смерти в её доме были найдены три ранее не публиковавшихся рукописи, которые были изданы в 1983-1984 годах. («Cold, Lone and Still», «No Winding-Sheet», «The Crozier Pharaohs»).
После этого её творчество на протяжении двух десятилетий оставалось забытым. Попытки обратить внимание читающей публики к Глэдис Митчелл начали производиться в 1990-х. В частности, BBC выпустила серию аудио-спектаклей на радио, в которых миссис Брэдли озвучивала Мэри Уимбуш (1924—2005), а в 1999 году был выпущен мини-сериал «Тайны миссис Брэдли» с Дайаной Ригг в заглавной роли.

### Под своим именем

#### Серия омиссис Брэдли

##### Романы
- «Быстрая смерть» (англ. Speedy Death), (1929)
- «Тайна камня друидов» (англ. The Mystery of a Butcher’s Shop), (1929)
- «Убийства в поместье Лонгер» (англ. The Longer Bodies), (1930)
- «Убийства в Солтмарше» (англ. The Saltmarsh Murders), (1932)
- «Убийство в опере» (англ. Death at the Opera), (1934);
- «Дьявол из Саксон-Уолл» (англ. The Devil at Saxon Wall), (1935)
- Dead Men’s Morris, (1936)
- «Поспеши, смерть!» (англ. Come Away, Death!), (1937)
- St Peter’s Finger, (1938)
- Printer’s Error, (1939)
- Brazen Tongue, (1940)
- Hangman’s Curfew, (1941)
- «Когда я в последний раз умирала» (англ. When Last I Died), (1941)
- Laurels Are Poison, (1942)
- The Worsted Viper, (1943)
- Sunset Over Soho, (1943)
- My Father Sleeps, (1944)
- The Rising of the Moon, (1945)
- Here Comes a Chopper, (1946)
- «Смерть и дева» (англ. Death and the Maiden), (1947)
- The Dancing Druids, (1948)
- Tom Brown’s Body, (1949)
- Groaning Spinney, (1950)
- The Devil’s Elbow, (1951)
- «Эхо незнакомцев» (англ. The Echoing Strangers), (1952)
- Merlin’s Furlong, (1953)
- Faintley Speaking, (1954)
- Watson’s Choice, (1955)
- Twelve Horses and the Hangman’s Noose, (1956)
- The Twenty-third Man, (1957)
- Spotted Hemlock, (1958)
- The Man Who Grew Tomatoes, (1959)
- Say It With Flowers, (1960)
- The Nodding Canaries, (1961)
- My Bones Will Keep, (1962)
- Adders on the Heath, (1963)
- Death of a Delft Blue, (1964)
- Pageant of Murder, (1965)
- The Croaking Raven, (1966)
- Skeleton Island, (1967)
- Three Quick and Five Dead, (1968)
- Dance to Your Daddy, (1969)
- Gory Dew, (1970)
- Lament for Leto, (1971)
- A Hearse on May-Day, (1972)
- The Murder of Busy Lizzie, (1973)
- A Javelin for Jonah, (1974)
- Winking at the Brim, (1974)
- Convent on Styx, (1975)
- Late, Late in the Evening, (1976)
- Noonday and Night, (1977)
- Fault in the Structure, (1977)
- Wraiths and Changelings, (1978)
- Mingled with Venom, (1978)
- Nest of Vipers, (1979)
- The Mudflats of the Dead, (1979)
- Uncoffin’d Clay, (1980)
- The Whispering Knights, (1980)
- The Death-Cap Dancers, (1981)
- Lovers, Make Moan, (1981)
- Here Lies Gloria Mundy, (1982)
- The Death of a Burrowing Mole, (1982)
- The Greenstone Griffins, (1983)
- Cold, Lone and Still, (1983)
- No Winding-Sheet, (1984)
- The Crozier Pharaohs, (1984)

##### Рассказы
- The Case of the Hundred Cats (1938)
- Daisy Bell (1940)
- Strangers' Hall (1950)
- A Light on Murder (1950)
- Rushy Glen (1950)
- Juniper Gammon (1950)
- The Jar of Ginger (1951)
- Manor Park (1951)

#### Книги для детей
- Outlaws of the Border (1936)
- The Three Fingerprints (1940)
- Holiday River (1948)
- The Seven Stones Mystery (1949)
- The Malory Secret (1950)
- Pam at Storne Castle (1951)
- Caravan Creek (1954)
- On Your Marks (1954)
- The Light-Blue Hills (1959)

### Под псевдонимами

#### Как Malcolm Torrie
- Heavy as Lead, (1966)
- Late and Cold, (1967)
- Your Secret Friend, (1968)
- Churchyard Salad, (1969)
- Shades of Darkness, (1970)
- Bismarck Herrings, (1971)

#### Как Stephen Hockaby
- Marsh Hay, (1933)
- Seven Stars and Orion, (1934)
- Gabriel’s Hold, (1935)
- Shallow Brown, (1936)
- Grand Master, (1939)